# Parafia Świętych Apostołów Piotra i Pawła w Stargardzie
Parafia Świętych Apostołów Piotra i Pawła – parafia prawosławna w Stargardzie, w dekanacie Szczecin diecezji wrocławsko-szczecińskiej.
Na terenie parafii funkcjonują 2 cerkwie:
- cerkiew Świętych Apostołów Piotra i Pawła w Stargardzie – parafialna
- cerkiew św. Mikołaja w Dolicach – filialna

## Historia
Parafia powstała w 1953. Od 1954 użytkuje XIX-wieczny poewangelicki kościół, zaadaptowany do potrzeb liturgii prawosławnej. Początkowo parafia liczyła 90 rodzin, w 2013 było ich 35. Zmniejszenie się liczby parafian wynika z powrotu części wiernych w rodzinne strony.
Od 2011 parafia organizuje coroczny Przegląd Pieśni Liturgicznych i Paraliturgicznych.

## Wykaz proboszczów
- 1953 – ks. Juwenaliusz Wołoszczuk
- 12.07.1954 – 1961 – ks. Juwenaliusz Wołoszczuk
- 18.06.1963 – 30.11.1966 – ks. Grzegorz Ostaszewski
- 10.08.1967 – 15.07.1983 – ks. Konstanty Bajko
- 15.07.1983 – 31.03.1995 – ks. Paweł Gumieniak
- od 4.09.2010 – ks. Jarosław Biryłko